# 談話
| ウィキペディアには「談話」という見出しの百科事典記事はありません（タイトルに「談話」を含むページの一覧/「談話」で始まるページの一覧）。 代わりにウィクショナリーのページ「談話」が役に立つかもしれません。 |